# Ed Oliver
Edward Oliver (Houston, 12 dicembre 1997) è un giocatore di football americano statunitense che milita nel ruolo di defensive tackle per i Buffalo Bills della National Football League (NFL).

## Carriera universitaria
Oliver al college giocò a football con all'Università di Houston dal 2016 al 2018. Nelle ultime due stagioni fu premiato come All-American e nel 2017 vinse l'Outland Trophy come miglior interior lineman a livello universitario.

## Carriera professionistica
Oliver fu scelto nel corso del primo giro (9º assoluto) del Draft NFL 2019 dai Buffalo Bills. Debuttò come professionista partendo come titolare nel primo turno contro i New York Jets mettendo a segno 2 tackle. Nel 13º turno fu premiato come rookie della settimana dopo avere fatto registrare 2 sack, un fumble forzato e un passaggio deviato nella vittoria sui Dallas Cowboys. La sua prima stagione si chiuse con 43 tackle e 5 sack, venendo inserito nella formazione ideale dei rookie della Pro Football Writers Association.
Nel dodicesimo turno della stagione 2022, la vittoria 28-25 sui Detroit Lions, Oliver mise a segno sei tackle e un fumble forzato, recuperò un fumble e fece un sack sul quarterback  Jared Goff che portò ad una safety, guadagnandosi per questa prestazione il premio di miglior difensore della AFC della settimana.

## Palmarès
- Difensore della AFC della settimana: 1

12ª del 2022
- Rookie della settimana: 1

13ª del 2019
- PFWA All-Rookie Team - 2019